# Hrabstwo Autauga

Piramida wieku hrabstwa

Hrabstwo Autauga – hrabstwo w stanie Alabama w USA. W 2000 roku zamieszkiwało je 43 671 osób. Jego siedzibą jest miasto Prattville.

## Geografia
Według danych United States Census Bureau hrabstwo zajmuje powierzchnię 1566 km², z czego 1544 km² stanowią lądy, a 22 km² (1,40%) stanowią wody.

### Sąsiednie hrabstwa
- Hrabstwo Chilton – północ
- Hrabstwo Elmore – wschód
- Hrabstwo Montgomery – południowy wschód
- Hrabstwo Lowndes – południe
- Hrabstwo Dallas – zachód

### Miasta
- Autaugaville
- Billingsley
- Millbrook
- Prattville

### CDP
- Pine Level
- Marbury

## Demografia
Według spisu z roku 2000, hrabstwo zamieszkuje 43671 osób, które tworzą 16003 gospodarstwa domowe oraz 12354 rodziny. Gęstość zaludnienia wynosi 28 osób/km². Na terenie hrabstwa znajduje się 17662 budynków mieszkalnych o średniej częstości występowania na poziomie 11 budynków/km². 80,65% ludności hrabstwa to ludzie biali, 17,11% to czarni, 0,44% to rdzenni Amerykanie, 0,46% to Azjaci, 0,03% to mieszkańcy z wysp Pacyfiku, 0,38% to ludność innych ras, 0,93% to ludność wywodząca się z dwóch lub większej ilości ras, 1,40% to Hiszpanie lub Latynosi.
W hrabstwie znajdują się 16003 gospodarstwa domowe, z czego w 39,10% z nich znajdują się dzieci poniżej 18 roku życia. 60,30% gospodarstw domowych tworzą małżeństwa. 13,10% stanowią kobiety bez męża, a 22,80% to nie rodziny. 19,90% wszystkich gospodarstw składa się z jednej osoby. W 7,60% znajdują się samotne osoby powyżej 65 roku życia. Średnia wielkość gospodarstwa domowego wynosi 2,71 osoby, a średnia wielkość rodziny to 3,12 osoby.
Populacja hrabstwa rozkłada się na 28,60% osób poniżej 18 lat, 8,00% osób z przedziału wiekowego 18-24 lat, 30,70% osób w wieku od 25 do 44 lat, 22,50% w wieku 45-64 lat i 10,20% osób które mają 65 lub więcej lat. Średni wiek mieszkańców to 35 lat. Na każde 100 kobiet przypada 94,50 mężczyzn. Na każde 100 kobiet w wieku 18 lub więcej lat przypada 90,60 mężczyzn.
Średni roczny dochód w hrabstwie dla gospodarstwa domowego wynosi $42013 a średni roczny dochód dla rodziny to $48458. Średni roczny dochód mężczyzny to $35168, kobiety $22859. Średni roczny dochód na osobę wynosi $18518. 8,20% rodzin i 10,90% populacji hrabstwa żyje poniżej minimum socjalnego, z czego 13,60% to osoby poniżej 18 lat a 14,40% to osoby powyżej 65 roku życia.

## Historia
Hrabstwo zostało założone 21 listopada 1818. Jego pierwsza siedziba znajdowała się w Jackson's Mill, jednak w niedługim czasie została przeniesiona do Waszyngtonu. W roku 1830 siedziba została przeniesiona do Kingston, a Waszyngton wyludnił się do 1840 r.
W latach 1866 i 1868 od Autaugi oddzieliły się hrabstwa Chilton i Elmore, a jego siedziba została przeniesiona do Prattville.